# Sérgio Menezes de Melo
Sérgio de Menezes e Melo, é um arquiteto português.

## Biografia
Destaca-se entre os seus projetos arquitetónicos, o seguinte:
- Conjunto habitacional no Lumiar - Prémio Valmor, 1985.